# Geo
是一种在HTML和XHTML中标记WGS84地理坐标（经度，纬度）的微格式。尽管属于“草案”，其格式是稳定的并已经被使用。它还可以作为hCard微格式的一个子集。
使用Geo可以使分析器（比如其他网站，Firefox的Operator插件）获得位置信息，并通过别的网站或者地图工具进行显示，或者载入到GPS设备，或者转换成其他格式。
Firefox 3 将支持包括Geo的微格式。

## 使用
- 若有纬度信息，必须提供经度信息，反之亦然
- 所有的值都应该有相同位数的小数点后数值，包括后缀的0

注：必须和应该是IETF文件RFC 2119中使用的术语
有两种方法可以将普通的（X）HTML转换成Geo微格式：

### 三个“class”
加入三个“class”，比如：
```
<div>北京：39.90556；116.39139</div>

```

变成：
```
<div class="geo">北京：<span class="latitude">39.90556</span>；<span class="longitude">116.39139</span></div>

```

其中加入了三个“class”，其属性值分别为“geo”，“latitude”和“longitude”。
显示为： 

北京：39.90556；116.39139

同时，上述代码中的关于北京的位置信息可以被微格式分析器获得。

### 一个“class”
在一些情况下，可以使用短格式，仅用一个“class”。这时，纬度必须在前：
```
北京位于39.90556; 116.39139。

```

变成：
```
北京位于<span class="geo">39.90556; 116.39139</span>。

```

注意，这里的分隔符必须是半角分号“；”。若想显示其他分隔符，可以使用“abbr”元素，并将数值放在“title”属性中：
```
北京位于<abbr class="geo" title="39.90556; 116.39139">39.90556，116.39139</abbr>。

```

这也可以用来通过其他方式显示位置信息：
```
北京位于<abbr class="geo" title="39.90556; 116.39139">华北</abbr>。

```

但是，使用“abbr”来完全隐藏位置信息并不是一个好主意：
```
北京位于<abbr class="geo" title="39.90556; 116.39139">很漂亮</abbr>。

```

## hCard
每个Geo微格式都可以被用在hCard中，和个人、企业、地点的名称，邮件地址，电话号码，URL，图片等一起使用。

## 扩展
目前有三个互不冲突的扩展Geo微格式的建议：
- geo-extension（页面存档备份，存于） - 非WSG84方式表示其他星球上的坐标
- geo-elevation（页面存档备份，存于） - 表示高度
- geo-waypoint（页面存档备份，存于） - 表示路径和边界